# 조선민주주의인민공화국을 배경으로 한 작품 목록
조선민주주의인민공화국은 대한민국 문화 콘텐츠 속에서 자주 사용되는 소재 중 하나이다.

## 성격

### 분단의 묘사
한반도의 분단을 소재로 한 초기의 대한민국 영화는 대한민국의 반공주의 체제유지를 위해 만들어졌고, 남과 북의 이념인 자본주의와 공산주의의 대립을 선과 악이라는 이분법적인 시각으로 대치했다. 영화 속의 갈등도 체제 간의 대립에 의해 성립되었기에 인물 개인의 심리적인 묘사는 부각되지 못 했다.
하지만 광주 민주화 운동 이후에 등장한 1980년대의 대한민국 영화들은 민족의 현실 자체를 성찰하고자 했다. 임권택 감독의 《태백산맥》은 남북의 이념대립보다는 그로 의해 희생된 인간들을 묘사함으로써 도식적인 구조보다는 사실을 묘사하고자 하는 태도를 취했다.
1990년대 중반 이후의 영화는 사실주의적인 태도에서 벗어나 영화의 형식을 우선하게 된다. 역사와 현실에 대한 의식이 이전의 영화들보다 약해지고 그 현실이 영화를 위한 소재가 되었다. 강제규 감독의 《쉬리》에서 남북한이 대립하는 현실은 영화적 재미를 위한 소재이고, 박찬욱 감독의 《공동경비구역 JSA》는 역사나 이념보다는 개인들의 관계에 비중을 두고 있다.

## 작품 목록

### 드라마
- 《더킹 투하츠》: 평양 지하철의 내부가 나오며 이것은 CG 처리를 하였고 걸어다니는 길은 드라마 속 모습과 실제랑 전혀 다르다.
- 《타임리스》: 1950년 12월 24일 북한이 나온다.
- 《사랑의 불시착》: 평양이 나온다.
- 《종이의 집: 공동경제구역》: 평양이 나온다.

### 영화
- 《특명 24시》: 북한이 나온다.
- 《텐 잔: 디 얼티밋 미션》: 북한이 나온다.
- 《스폰》: 북한군 공장이 나온다.
- 《공동경비구역 JSA》: 이 영화는 판문점을 지키는 남·북한 병사들이 우연히 만나 서로 우정을 나누게 된다는 이야기이다. 남북한 분단 상황은 남북한 병사들의 우정을 파괴하는 비극의 원인으로 묘사된다. 박찬욱 감독이 제작했으며, 이영애, 이병헌, 송강호, 신하균씨등이 출연하였다.
- 《동해물과 백두산이》: 이 영화는 사고로 남한으로 표류하게 된 조선민주주의인민공화국 군인들이 조선민주주의인민공화국으로 돌아가기 위해 여러 작전을 펼친다는 내용의 코미디 영화이다. 이 영화에서 그들이 북으로 돌아가려고 하는 행동과 남한 사회에 적응하지 못하는 모습은 코미디의 중심이 된다. 공형진씨등이 출연하였다.
- 《007: 다이 어나더 데이》
- 《독불장군》(1987년): 한국전쟁당시 독불이라는 별명의 강철구(전영록)을 주인공으로 한 반공주의 영화이다. 학살, 고문, 생체실험 장면을 넣어, 인민군과 옛 소비에트 연방을 악한 존재로 묘사하고 있다. 남과 북의 이념 대립을 선과 악이라는 이분법적인 시각으로 해석한 반공주의가 특징이다.
- 《스텔스》: 여주인공이 떨어진 곳이 북한이다.
- 《에너미 라인스 2: 악의 축》: 조선민주주의인민공화국을 배경으로 한 영화다.
- 《솔트》: 2년 전, CIA 요원 에블린 솔트는 북한에 억류되어 미국의 스파이가 아니냐는 추궁을 당한다. 포로 교환으로 가까스로 풀려난 그녀는 독일인 거미 연구학자 마이크 크라우제를 만나 결혼한다.
- 《48미터》: 북한과 중국의 거리가 48미터 밖에 안 되는 압록강지점이다.
- 《디 인터뷰》: 조선민주주의인민공화국의 수도인 평양직할시가 나온다.
- 《지.아이.조 2》: 조선민주주의인민공화국을 배경으로 한 영화다.
- 《국제시장》(2014년): 흥남 철수 작전 장면이 나온다.
- 《연평해전》(2015년)
- 《인천상륙작전》(2016년)
- 《공조》(2017년): 남북 공조수사 영화이며 합동수사 영화다. 북한에서 온 임철령(현빈)과 대한민국에 사는 강진태(유해진)가 등장한다. 현빈, 유해진, 김주혁 등이 출연하였다.
- 《아일라》(2017년): 터키 영화다. 미군 25대대의 군우리(KUNU-RI)가 나온다.
- 《강철비》(2017년): 북한 쿠데타가 발생하는 영화다.
- 《공작》(2018년): 조선민주주의인민공화국을 배경으로 한 영화다.
- 《백두산》(2019년): 조선민주주의인민공화국의 수도 평양과 백두산을 배경으로 한 영화다.
- 《이스케이프 프롬 노스 코리아》(2020년): 류경호텔이 나온다.
- 《금강천》(2020년): 금강천이 나온다.
- 《장진호》(2021년): 북한이 나온다.
- 《공조 2 : 인터내셔날》(2022년): 북한 평양이 나온다.

### 애니메이션
- 《사우스 파크》: 시즌 21 에피소드 2에 북한이 나온다.
- 《출동! 슈퍼윙스》: 북한 편이 나온다.

### 게임
다수의 비디오 게임이 자신과 그 적의 경계나 권선징악의 주제를 분명히 하고 있기 때문에 조선민주주의인민공화국을 소재로 한 게임은 대부분 해외에서 제작된다. 그러한 게임의 대다수는 조선민주주의인민공화국을 테러 단체나 제2차 세계 대전의 추축국 같은 적으로 등장시키고, 게임의 진행을 위해 인민군을 물리쳐야 한다.
조선민주주의인민공화국이 적으로 등장하는 고스트 리콘 2와 스프린터 셀: 카오스 씨오리는 정식 발매를 위해 심의를 받았으나 당시 게임물 심의를 담당하던 영상물등급위원회로부터 등급보류 판정을 받았다. 이후 게임 심의가 게임물관리위원회로 이관되고 북한이 적이자 동료로 등장하는 크라이시스는 심의가 통과되었다.
- 유비소프트의 일인칭 슈팅 게임 《고스트 리콘 2》에서 조선민주주의인민공화국은 핵무기를 소유하여 중국을 침공하게 된다. 플레이어는 미국이 전쟁의 확산을 막기 위해 보낸 미국의 특수 부대가 되어 조선민주주의인민공화국을 저지해야 한다.[2]
- 유비소프트의 잠입 액션 게임 《스프린터 셀: 카오스 씨오리》는 일본에 의해 휘둘리는 조선민주주의인민공화국이 등장하며 그로 인해 2차 한국전쟁이 발발하게 된다.
- 베데스다 소프트웨어에서 개발한 일인칭 슈팅 게임 《로그 워리어》에서 플레이어는 네이비 씰이 되어 조선민주주의인민공화국 잠수정에 침투해 핵미사일을 보유하고 있는지 조사하게 된다. 이어서 잠수정을 조사하는 동안 조선민주주의인민공화국이 남한을 침략하기 시작하고, 2차 한국전쟁이 발발한다는 내용을 담고 있다.
- 일렉트로닉 아츠에서 발행하는 일인칭 슈팅 게임 《아미 오브 투》는 임무 중 하나로 인민군을 물리쳐야 하는 부분이 등장한다.
- 크라이텍에서 개발하고 있는 일인칭 슈팅 게임 《크라이시스》는 미국과 조선민주주의인민공화국이 게임 내에서 대립하는 내용을 담고 있다.
- 《스팅》은 한국에서 개발하고 있는 온라인 일인칭 슈팅 게임로, 일본 우익의 독도 침탈에 이은 조선민주주의인민공화국 군부의 쿠데타와 김정일 실종, 북핵을 둘러싼 미국, 일본, 중국, 러시아, 대한민국의 갈등을 그린다고 알려져 있다.
- 《배틀필드4》에 평양이 나온다.
- 《월드 워 3》에 비무장지대가 나온다.

## 참고 문헌
- 문재철. 《영화와 시선 1: 공동경비구역JSA》. 삼인. 새로운 방식으로 분단을 상상하기